# Paul Nihill
Paul Nihill (5. září 1939 Colchester – 15. prosince 2020) byl britský atlet, chodec, mistr Evropy v chůzi na 20 kilometrů z roku 1969.

## Sportovní kariéra
Na olympiádě v Tokiu v roce 1964 získal stříbrnou medaili v závodě na 50 kilometrů chůze. Úspěšný byl rovněž na kratší chodecké trati – zvítězil v závodě na 20 kilometrů chůze na mistrovství Evropy v Athénách v roce 1969, o dva roky později na evropském šampionátu v Helsinkách vybojoval bronzovou medaili.